# 神奈川中央病院
神奈川中央病院（かながわちゅうおうびょういん）は、医療法人社団やすらぎ会が神奈川県厚木市関口に設置する精神科病院。圏央厚木ICよりほどなくの場所にあり、認知症治療を専門としている。

## 沿革
- 2017年（平成29年）2月 開設

## 診療科
- 精神科（認知症治療）[2]
- 内科[2]

## 医療機関の認定
- 保険医療機関[3]
- 精神保健及び精神障害者福祉に関する法律に基づく指定病院又は応急入院指定病院[3]
- 精神保健指定医の配置されている医療機関[3]
- 生活保護法指定医療機関[3]
- 医療保護施設[3]

## 交通アクセス
- 小田急小田原線「本厚木駅」下車、厚木バスセンター10番乗場より神奈川中央交通バス乗車、「依知小学校前」停留所下車徒歩5分[4]。
- 小田急小田原線・相鉄本線・JR相模線「海老名駅」下車。小田急小田原線海老名駅西口バス乗り場2番より神奈川中央交通「海01」、「海09」愛川バスセンター行乗車。「依知小学校前」停留所下車徒歩5分[4]。